# Luck and Strange
Luck and Strange — п'ятий студійний альбом англійського гітариста та автора пісень Девіда Гілмора, випущений 6 вересня 2024 року лейблом Sony Music. Його продюсерами були Гілмор та Чарлі Ендрю. Гілмор сказав, що Ендрю кинув йому музичний виклик і його не лякала його попередня робота з Pink Floyd.
Дружина Гілмора, письменниця Поллі Самсон, написала більшість текстів, які, за її словами, стосуються смертності та старіння. Їхні діти зробили додатковий внесок у вокальний запис, текст та інструментальну частину. У пісні «Luck and Strange» використовуються клавішні, записані у 2007 році клавішником Pink Floyd Річардом Райтом, який помер у 2008 році. Альбом також містить кавер-версію пісні 1999 року «Between Two Points», спочатку написаної британським гуртом The Montgolfier Brothers.
«Luck and Strange» став третім альбомом Гілмора, який посів перше місце в британському чарті. «The Piper's Call», «Between Two Points», «Dark and Velvet Nights» та «Luck and Strange» були випущені як сингли. Гілмор гастролював на підтримку альбому наприкінці 2024 року.

## Тур
Гілмор розпочав тур Luck and Strange 27 вересня 2024 року з виступів у Римі, Лондоні, Лос-Анджелесі та Нью-Йорку. Гілмор також дав два репетиційні концерти в Брайтон-центрі в Брайтоні. До складу його гастрольного гурту входять Пратт на басу, Джентрі та Грег Філлінгейнс на клавішних, Адам Беттс на барабанах, Бен Ворслі на гітарі, а також бек-вокал від Луїзи Маршалл, Чарлі Вебб та Гетті Вебб, а також вокал від Романі Гілмор, яка виконала «Between Two Points». Гілмор сказав, що планує записати ще один альбом з гуртом невдовзі після завершення туру.

## Список композицій
| Luck and Strange standard edition track listing | Luck and Strange standard edition track listing | Luck and Strange standard edition track listing | Luck and Strange standard edition track listing | Luck and Strange standard edition track listing |
| #                                               | Назва                                           | Автор слів                                      | Автор музики                                    | Тривалість                                      |
| ----------------------------------------------- | ----------------------------------------------- | ----------------------------------------------- | ----------------------------------------------- | ----------------------------------------------- |
| 1.                                              | «Black Cat»                                     | Інструментальна композиція                      |                                                 | 1:16                                            |
| 2.                                              | «Luck and Strange»                              |                                                 |                                                 | 6:54                                            |
| 3.                                              | «The Piper's Call»                              |                                                 |                                                 | 5:15                                            |
| 4.                                              | «A Single Spark»                                |                                                 |                                                 | 6:02                                            |
| 5.                                              | «Vita Brevis»                                   | Інструментальна композиція                      |                                                 | 0:46                                            |
| 6.                                              | «Between Two Points» (with Romany Gilmour)      | Roger Quigley                                   | Mark Tranmer                                    | 5:46                                            |
| 7.                                              | «Dark and Velvet Nights»                        |                                                 |                                                 | 4:41                                            |
| 8.                                              | «Sings»                                         |                                                 |                                                 | 5:15                                            |
| 9.                                              | «Scattered»                                     | Девід Гілмор Charlie Gilmour Polly Samson       |                                                 | 7:26                                            |
| 43:21                                           |                                                 |                                                 |                                                 |                                                 |